# Diego Lainez (football)
Diego Lainez Leyva, né le 9 juin 2000 à Villahermosa au Mexique, est un footballeur international mexicain évoluant au poste d'ailier au sein du Tigres UANL.

## Carrière

### Carrière en club
Le 10 janvier 2019, malgré l’intérêt porté par l'Olympique lyonnais et l'Ajax Amsterdam, Lainez s'engage pour cinq saisons et demie (soit jusqu'en juin 2024) avec le Real Betis. Il y retrouve son idole Andrés Guardado.
En février 2019, il inscrit son premier but sous les couleurs du Betis, lors de ses débuts dans une compétition européenne, en seizième de finale aller de Ligue Europa face au Stade rennais au Roazhon Park, ce but permet aux Sévillans d'égaliser en toute fin de match (score final 3-3).

### Équipe nationale
Avec les moins de 17 ans, il participe à la Coupe du monde des moins de 17 ans en 2017. Lors de cette compétition organisée en Inde, il joue quatre matchs, inscrivant un doublé contre l'Angleterre. Le Mexique s'incline en huitièmes de finale face à l'Iran.
En juin 2018, il participe au Festival International Espoirs - Tournoi Maurice Revello avec les espoirs mexicains. "El Tri" s'incline en finale face à l'Angleterre de Tammy Abraham. Diego Lainez sera nommé meilleur joueur de la compétition, comme son compère Hector Herrera en 2012
Par la suite, avec les moins de 20 ans, il participe au championnat de la CONCACAF des moins de 20 ans en 2018. Lors de cette compétition, il joue sept matchs et délivre deux passes décisives, contre la Jamaïque et le Panama.
Il reçoit sa première sélection en équipe du Mexique le 7 septembre 2018, lors d'un match amical contre l'Uruguay (défaite 1-4).

## Statistiques
| Saison                | Club                  | Championnat           | Championnat | Championnat | Championnat | Coupe(s) nationale(s) | Coupe(s) nationale(s) | Coupe(s) nationale(s) | Supercoupe | Supercoupe | Supercoupe | Compétition(s) continentale(s) | Compétition(s) continentale(s) | Compétition(s) continentale(s) | Compétition(s) continentale(s) | Mexique | Mexique | Mexique | Total | Total | Total |
| Saison                | Club                  | Division              | M.          | B.          | P.d.        | M.                    | B.                    | P.d.                  | M.         | B.         | P.d.       | Comp.                          | M.                             | B.                             | P.d.                           | M.      | B.      | P.d.    | M.    | B.    | P.d.  |
| 2016-2017             | Club América          | Liga MX               | 9           | 0           | 2           | 1                     | 0                     | 0                     | -          | -          | -          | -                              | -                              | -                              | -                              | -       | -       | -       | 10    | 0     | 2     |
| 2017-2018             | Club América          | Liga MX               | 15          | 0           | 0           | 6                     | 0                     | 0                     | 1          | 0          | 0          | LCC                            | 1                              | 0                              | 0                              | -       | -       | -       | 23    | 0     | 0     |
| 2018-2019             | Club América          | Liga MX               | 15          | 5           | 0           | 3                     | 0                     | 1                     | -          | -          | -          | -                              | -                              | -                              | -                              | 2       | 0       | 0       | 20    | 5     | 1     |
| Sous-total            | Sous-total            | Sous-total            | 39          | 5           | 2           | 10                    | 0                     | 1                     | 1          | 0          | 0          | -                              | 1                              | 0                              | 0                              | 2       | 0       | 0       | 53    | 5     | 3     |
| 2018-2019             | Real Betis            | Liga                  | 12          | 0           | 1           | 2                     | 0                     | 0                     | -          | -          | -          | C3                             | 2                              | 1                              | 0                              | 2       | 0       | 0       | 18    | 1     | 1     |
| 2019-2020             | Real Betis            | Liga                  | 15          | 0           | 0           | 3                     | 1                     | 1                     | -          | -          | -          | -                              | -                              | -                              | -                              | 1       | 0       | 0       | 19    | 1     | 1     |
| 2020-2021             | Real Betis            | Liga                  | 21          | 0           | 2           | 4                     | 0                     | 2                     | -          | -          | -          | -                              | -                              | -                              | -                              | 9       | 3       | 1       | 34    | 3     | 5     |
| 2021-2022             | Real Betis            | Liga                  | 7           | 0           | 0           | 2                     | 2                     | 0                     | -          | -          | -          | C3                             | 4                              | 0                              | 0                              | 6       | 0       | 0       | 19    | 2     | 0     |
| Sous-total            | Sous-total            | Sous-total            | 55          | 0           | 3           | 11                    | 3                     | 3                     | 0          | 0          | 0          | -                              | 6                              | 1                              | 0                              | 18      | 3       | 1       | 90    | 7     | 7     |
| Total sur la carrière | Total sur la carrière | Total sur la carrière | 94          | 5           | 5           | 21                    | 3                     | 4                     | 1          | 0          | 0          | -                              | 7                              | 1                              | 0                              | 20      | 3       | 1       | 143   | 12    | 10    |

## Palmarès

### En club
|  |  | Club América - Liga MX (1) - Champion : 2018 (A) Betis Séville - Coupe d'Espagne - Vainqueur en 2022 Tigres UANL - Campeones Cup - - Vainqueur en 2023 - Mexique - Vainqueur de la Gold Cup en 2023 |

## Distinctions personnelles
- Meilleur joueur du Festival International Espoirs - Tournoi Maurice Revello 2018